# Olympische Sommerspiele 2012/Teilnehmer (Lettland)
| Gelbes Symbol für Goldmedaillen mit stilisierten Olympischen Ringen | Graues Symbol für Silbermedaillen mit stilisierten Olympischen Ringen | Braundes Symbol für Bronzemedaillen mit stilisierten Olympischen Ringen |
| ------------------------------------------------------------------- | --------------------------------------------------------------------- | ----------------------------------------------------------------------- |
| 1                                                                   | —                                                                     | 1                                                                       |

Lettland nahm in London an den Olympischen Spielen 2012 teil. Es war die insgesamt zehnte Teilnahme an Olympischen Sommerspielen. Das Latvijas Olimpiskā Komiteja nominierte 46 Athleten in zwölf Sportarten.

## Teilnehmer nach Sportarten

### Beachvolleyball
| Athleten                              | Gruppenphase                                                                 | Gruppenphase                                                    | Gruppenphase | Gruppenphase | Achtelfinale             | Achtelfinale       | Viertelfinale        | Viertelfinale             | Halbfinale         | Halbfinale         | Finale                                     | Finale                 | Rang   |
| Athleten                              | Gegner                                                                       | Ergebnis                                                        | Pkt.         | Pl.          | Gegner                   | Ergebnis           | Gegner               | Ergebnis                  | Gegner             | Ergebnis           | Gegner                                     | Ergebnis               | Rang   |
| ------------------------------------- | ---------------------------------------------------------------------------- | --------------------------------------------------------------- | ------------ | ------------ | ------------------------ | ------------------ | -------------------- | ------------------------- | ------------------ | ------------------ | ------------------------------------------ | ---------------------- | ------ |
| Männer                                |                                                                              |                                                                 |              |              |                          |                    |                      |                           |                    |                    |                                            |                        |        |
| Mārtiņš Pļaviņš Jānis Šmēdiņš         | J. Erdmann / K. Matysik I. Hernandez / J. Villafañe R. Nummerdor / R. Schuil | 2:1 (19:21, 23:21, 15:9) 2:0 (21:16, 21:16) 2:0 (21:14, 21:18)  | 6            | 1            | T. Skarlund M. Spinnangr | 2:0 (21:18, 21:16) | J. Gibb S. Rosenthal | 2:1 (19:21, 21:18, 15:11) | E. Rego A. Cerutti | 0:2 (15:21, 20:22) | Spiel um Platz 3 2:1 (19:21, 21:19, 15:11) | R. Nummerdor R. Schuil | Bronze |
| Aleksandrs Samoilovs Ruslans Sorokins | G. Fijalek / M. Prudel G. Goldschmidt / F. Chiya J. Gibb / S. Rosenthal      | 2:1 (12:21, 21:15, 15:12) 2:0 (21:13, 21:10) 0:2 (10:21, 16:21) | 5            | 3            | J. Brink J. Reckermann   | 0:2 (12:21, 17:21) | ausgeschieden        | ausgeschieden             | ausgeschieden      | ausgeschieden      | ausgeschieden                              | ausgeschieden          |        |

### Gewichtheben
| Athleten         | Wettbewerb        | Reißen  | Reißen | Stoßen  | Stoßen | Zweikampf | Zweikampf | Rang |
| Athleten         | Wettbewerb        | Gewicht | Rang   | Gewicht | Rang   | Gewicht   | Rang      | Rang |
| ---------------- | ----------------- | ------- | ------ | ------- | ------ | --------- | --------- | ---- |
| Männer           |                   |         |        |         |        |           |           |      |
| Artūrs Plēsnieks | Klasse bis 105 kg | 175 kg  | 9      | 215 kg  | 7      | 390 kg    | 7         | 7    |

### Judo
| Athleten                | Wettbewerb        | 1. Runde          | 1. Runde | Achtelfinale   | Achtelfinale  | Viertelfinale | Viertelfinale | Hoffnungsrunde Halbfinale | Hoffnungsrunde Halbfinale | Halbfinale    | Halbfinale    | Hoffnungsrunde Finale | Hoffnungsrunde Finale | Finale        | Finale        | Rang |
| Athleten                | Wettbewerb        | Gegner            | Ergebnis | Gegner         | Ergebnis      | Gegner        | Ergebnis      | Gegner                    | Ergebnis                  | Gegner        | Ergebnis      | Gegner                | Ergebnis              | Gegner        | Ergebnis      | Rang |
| ----------------------- | ----------------- | ----------------- | -------- | -------------- | ------------- | ------------- | ------------- | ------------------------- | ------------------------- | ------------- | ------------- | --------------------- | --------------------- | ------------- | ------------- | ---- |
| Männer                  |                   |                   |          |                |               |               |               |                           |                           |               |               |                       |                       |               |               |      |
| Konstantīns Ovčiņņikovs | Klasse bis 81 kg  | Leandro Guilheiro | 0002-001 | ausgeschieden  | ausgeschieden | ausgeschieden | ausgeschieden | ausgeschieden             | ausgeschieden             | ausgeschieden | ausgeschieden | ausgeschieden         | ausgeschieden         | ausgeschieden | ausgeschieden | 17   |
| Jevgeņijs Borodavko     | Klasse bis 100 kg | Anthony Liu       | 100-000  | Dimitri Peters | 000-0011      | ausgeschieden | ausgeschieden | ausgeschieden             | ausgeschieden             | ausgeschieden | ausgeschieden | ausgeschieden         | ausgeschieden         | ausgeschieden | ausgeschieden | 9    |

### Kanurennsport
| Athleten                           | Wettbewerb | Vorlauf  | Vorlauf | Halbfinale | Halbfinale | Finale   | Finale | Rang |
| Athleten                           | Wettbewerb | Zeit     | Rang    | Zeit       | Rang       | Zeit     | Rang   | Rang |
| ---------------------------------- | ---------- | -------- | ------- | ---------- | ---------- | -------- | ------ | ---- |
| Männer                             |            |          |         |            |            |          |        |      |
| Aleksejs Rumjancevs Krists Straume | K-2 200 m  | 34,447 s | 5       | 34,140 s   | 5          | 36,110 s | 3      | 11   |

### Leichtathletik
Laufen und Gehen
| Athleten             | Wettbewerb       | Vorlauf          | Vorlauf          | Halbfinale    | Halbfinale    | Finale        | Finale        | Rang       |
| Athleten             | Wettbewerb       | Zeit             | Rang             | Zeit          | Rang          | Zeit          | Rang          | Rang       |
| -------------------- | ---------------- | ---------------- | ---------------- | ------------- | ------------- | ------------- | ------------- | ---------- |
| Frauen               |                  |                  |                  |               |               |               |               |            |
| Dace Lina            | Marathon         | –                | –                | –             | –             | 2:47:47 h     | 98            | 98         |
| Poļina Jeļizarova    | 3000 m Hindernis | 9:27,21 min      | 4                | –             | –             | 9:38,56 min   | 13            | 13         |
| Agnese Pastare       | 20 km Gehen      | –                | –                | –             | –             | 1:31:54 h     | 24            | 24         |
| Männer               |                  |                  |                  |               |               |               |               |            |
| Ronalds Arājs        | 100 m            | nicht angetreten | nicht angetreten | ausgeschieden | ausgeschieden | ausgeschieden | ausgeschieden | –          |
| Jānis Leitis         | 400 m            | 46,41 s          | 5                | ausgeschieden | ausgeschieden | ausgeschieden | ausgeschieden | 35         |
| Dmitrijs Jurkevičs   | 1500 m           | 3:41,40 min      | 9                | ausgeschieden | ausgeschieden | ausgeschieden | ausgeschieden | 25         |
| Arnis Rumbenieks     | 20 km Gehen      | –                | –                | –             | –             | 1:26:26 h     | 45            | 45         |
| Igors Kazakēvičs     | 50 km Gehen      | –                | –                | –             | –             | 4:06:47 h     | 45            | 45         |
| Valērijs Žolnerovičs | Marathon         | –                | –                | –             | –             | aufgegeben    | aufgegeben    | aufgegeben |

Springen und Werfen
| Athleten             | Wettbewerb     | Qualifikation | Qualifikation | Finale        | Finale        | Rang |
| Athleten             | Wettbewerb     | Weite/Höhe    | Rang          | Weite/Höhe    | Rang          | Rang |
| -------------------- | -------------- | ------------- | ------------- | ------------- | ------------- | ---- |
| Frauen               |                |               |               |               |               |      |
| Lauma Grīva          | Weitsprung     | 6,10 m        | 28            | ausgeschieden | ausgeschieden |      |
| Ineta Radēviča       | Weitsprung     | 6,68 m        | 5             | 6,88 m        | 4             | 4    |
| Līna Mūze            | Speerwerfen    | 59,91 m       | 13            | ausgeschieden | ausgeschieden |      |
| Madara Palameika     | Speerwerfen    | 60,62 m       | 10            | 60,73 m       | 8             | 8    |
| Sinta Ozoliņa-Kovala | Speerwerfen    | 58,86 m       | 20            | ausgeschieden | ausgeschieden |      |
| Männer               |                |               |               |               |               |      |
| Mareks Ārents        | Stabhochsprung | 5,35 m        | 22            | ausgeschieden | ausgeschieden |      |
| Igors Sokolovs       | Hammerwerfen   | 72,76 m       | 21            | ausgeschieden | ausgeschieden |      |
| Ainārs Kovals        | Speerwerfen    | 79,19 m       | 17            | ausgeschieden | ausgeschieden |      |
| Zigismunds Sirmais   | Speerwerfen    | keine Weite   | keine Weite   | ausgeschieden | ausgeschieden |      |
| Vadims Vasiļevskis   | Speerwerfen    | 72,81 m       | 38            | ausgeschieden | ausgeschieden |      |
| Māris Urtāns         | Kugelstoßen    | 19,13 m       | 27            | ausgeschieden | ausgeschieden |      |

Mehrkampf
| Athletinnen        | 100 m Hürden | 100 m Hürden | Hochsprung | Hochsprung | Kugelstoßen | Kugelstoßen | 200 m   | 200 m  | Weitsprung | Weitsprung | Speerwerfen | Speerwerfen | 800 m       | 800 m  | Punkte | Rang |
| Athletinnen        | Zeit         | Punkte       | Höhe       | Punkte     | Weite       | Punkte      | Zeit    | Punkte | Weite      | Punkte     | Weite       | Punkte      | Zeit        | Punkte | Punkte | Rang |
| ------------------ | ------------ | ------------ | ---------- | ---------- | ----------- | ----------- | ------- | ------ | ---------- | ---------- | ----------- | ----------- | ----------- | ------ | ------ | ---- |
| Siebenkampf Frauen |              |              |            |            |             |             |         |        |            |            |             |             |             |        |        |      |
| Aiga Grabuste      | 13,65 s      | 1028         | 1,77 m     | 941        | 13,52 m     | 762         | DNS     | DNS    | –          | –          | –           | –           | –           | –      | DNF    | DNF  |
| Laura Ikauniece    | 13,71 s      | 1020         | 1,83 m     | 1016       | 12,64 m     | 704         | 24,16 s | 965    | 6,13 m     | 890        | 51,27 m     | 885         | 2:12,13 min | 934    | 6414   | 9    |

| Athleten         | 100 m   | 100 m  | Weitsprung | Weitsprung | Kugelstoßen | Kugelstoßen | Hochsprung | Hochsprung | 400 m   | 400 m  | 110 m Hürden | 110 m Hürden | Diskuswerfen | Diskuswerfen | Stabhochsprung | Stabhochsprung | Speerwerfen | Speerwerfen | 1500 m      | 1500 m | Punkte | Rang |
| Athleten         | Zeit    | Punkte | Weite      | Punkte     | Weite       | Punkte      | Höhe       | Punkte     | Zeit    | Punkte | Zeit         | Punkte       | Weite        | Punkte       | Höhe           | Punkte         | Weite       | Punkte      | Zeit        | Punkte | Punkte | Rang |
| ---------------- | ------- | ------ | ---------- | ---------- | ----------- | ----------- | ---------- | ---------- | ------- | ------ | ------------ | ------------ | ------------ | ------------ | -------------- | -------------- | ----------- | ----------- | ----------- | ------ | ------ | ---- |
| Zehnkampf Männer |         |        |            |            |             |             |            |            |         |        |              |              |              |              |                |                |             |             |             |        |        |      |
| Edgars Eriņš     | 10,99 s | 863    | 6,98 m     | 809        | 13,45 m     | 695         | 1,93 m     | 740        | 50,62 s | 786    | 15,22 s      | 823          | 45,10 m      | 769          | 4,50 m         | 760            | 57,35 m     | 698         | 4:35,88 min | 706    | 7649   | 22   |

### Moderner Fünfkampf
| Athleten          | Fechten | Fechten | Schwimmen   | Schwimmen | Reiten  | Reiten | Combined     | Combined | Punkte | Rang |
| Athleten          | Bilanz  | Punkte  | Zeit        | Punkte    | Zeit    | Punkte | Zeit         | Punkte   | Punkte | Rang |
| ----------------- | ------- | ------- | ----------- | --------- | ------- | ------ | ------------ | -------- | ------ | ---- |
| Frauen            |         |         |             |           |         |        |              |          |        |      |
| Jeļena Rubļevska  | 25:10   | 1000    | 2:26,93 min | 1040      | 81,41 s | 1136   | 12:17,22 min | 2052     | 5228   | 8    |
| Männer            |         |         |             |           |         |        |              |          |        |      |
| Deniss Čerkovskis | 23:12   | 952     | 2:10,78 min | 1232      | 91,78 s | 976    | 10:46,88 min | 2416     | 5576   | 19   |

### Radsport

#### Straße
| Athleten            | Wettbewerb    | Zeit      | Rang |
| ------------------- | ------------- | --------- | ---- |
| Männer              |               |           |      |
| Aleksejs Saramotins | Straßenrennen | 5:46:37 h | 56   |

#### BMX
| Athleten          | Wettbewerb | Qualifikation | Qualifikation | Viertelfinale | Viertelfinale | Halbfinale | Halbfinale | Finale        | Finale        | Rang |
| Athleten          | Wettbewerb | Zeit          | Rang          | Bestzeit      | Rang          | Bestzeit   | Rang       | Zeit          | Rang          | Rang |
| ----------------- | ---------- | ------------- | ------------- | ------------- | ------------- | ---------- | ---------- | ------------- | ------------- | ---- |
| Frauen            |            |               |               |               |               |            |            |               |               |      |
| Sandra Aleksejeva | Race       | 41,752 s      | 13            | –             | –             | 9          | 7          | ausgeschieden | ausgeschieden | 14   |
| Männer            |            |               |               |               |               |            |            |               |               |      |
| Māris Štrombergs  | Race       | 38,697 s      | 11.           | 37,738 s      | 2.            | 37,995 s   | 3.         | 37,576 s      | 1.            | Gold |
| Edžus Treimanis   | Race       | nicht beendet | 32            | 12            | 2             | 14         | 5          | ausgeschieden | ausgeschieden | 9    |
| Rihards Veide     | Race       | 38,753 s      | 13            | 19            | 3             | 18         | 7          | ausgeschieden | ausgeschieden | 13   |

### Ringen
| Athleten              | Wettbewerb       | 1. Runde | 1. Runde | Achtelfinale              | Achtelfinale | Viertelfinale              | Viertelfinale | Halbfinale    | Halbfinale    | Hoffnungsrunde Viertelfinale | Hoffnungsrunde Viertelfinale | Hoffnungsrunde Halbfinale | Hoffnungsrunde Halbfinale | Hoffnungsrunde Finale | Hoffnungsrunde Finale | Finale        | Finale        | Rang |
| Athleten              | Wettbewerb       | Gegner   | Ergebnis | Gegner                    | Ergebnis     | Gegner                     | Ergebnis      | Gegner        | Ergebnis      | Gegner                       | Ergebnis                     | Gegner                    | Ergebnis                  | Gegner                | Ergebnis              | Gegner        | Ergebnis      | Rang |
| --------------------- | ---------------- | -------- | -------- | ------------------------- | ------------ | -------------------------- | ------------- | ------------- | ------------- | ---------------------------- | ---------------------------- | ------------------------- | ------------------------- | --------------------- | --------------------- | ------------- | ------------- | ---- |
| Freistil Frauen       |                  |          |          |                           |              |                            |               |               |               |                              |                              |                           |                           |                       |                       |               |               |      |
| Anastasija Grigorjeva | Klasse bis 63 kg | Freilos  | Freilos  | Elena Pirozhkova          | 3:1          | Sorondsonboldyn Battsetseg | 0:3           | ausgeschieden | ausgeschieden | ausgeschieden                | ausgeschieden                | ausgeschieden             | ausgeschieden             | ausgeschieden         | ausgeschieden         | ausgeschieden | ausgeschieden | 9    |
| Freistil Männer       |                  |          |          |                           |              |                            |               |               |               |                              |                              |                           |                           |                       |                       |               |               |      |
| Armands Zvirbulis     | Klasse bis 84 kg | Freilos  | Freilos  | José Daniel Díaz Robertti | 3:1          | Soslan Gattsiev            | 1:3           | ausgeschieden | ausgeschieden | ausgeschieden                | ausgeschieden                | ausgeschieden             | ausgeschieden             | ausgeschieden         | ausgeschieden         | ausgeschieden | ausgeschieden | 10   |

### Schießen
| Athleten          | Wettbewerb               | Qualifikation | Qualifikation | Finale        | Finale        | Ringe | Rang |
| Athleten          | Wettbewerb               | Ringe         | Rang          | Ringe         | Rang          | Ringe | Rang |
| ----------------- | ------------------------ | ------------- | ------------- | ------------- | ------------- | ----- | ---- |
| Männer            |                          |               |               |               |               |       |      |
| Afanasijs Kuzmins | Schnellfeuerpistole 25 m | 569           | 17            | ausgeschieden | ausgeschieden | 569   | 17   |

### Schwimmen
| Athleten          | Wettbewerb     | Vorlauf | Vorlauf | Halbfinale    | Halbfinale    | Finale        | Finale        | Rang |
| Athleten          | Wettbewerb     | Zeit    | Rang    | Zeit          | Rang          | Zeit          | Rang          | Rang |
| ----------------- | -------------- | ------- | ------- | ------------- | ------------- | ------------- | ------------- | ---- |
| Frauen            |                |         |         |               |               |               |               |      |
| Gabriela Ņikitina | 50 m Freistil  | 26,26 s | 2       | ausgeschieden | ausgeschieden | ausgeschieden | ausgeschieden | 39   |
| Männer            |                |         |         |               |               |               |               |      |
| Uvis Kalniņš      | 100 m Freistil | 49,96 s | 2       | ausgeschieden | ausgeschieden | ausgeschieden | ausgeschieden | 30   |

### Tischtennis
| Athleten      | Wettbewerb | 1. Runde         | 1. Runde | 2. Runde       | 2. Runde | 3. Runde      | 3. Runde      | 4. Runde      | 4. Runde      | Viertelfinale | Viertelfinale | Halbfinale    | Halbfinale    | Finale        | Finale        |
| Athleten      | Wettbewerb | Gegner           | Ergebnis | Gegner         | Ergebnis | Gegner        | Ergebnis      | Gegner        | Ergebnis      | Gegner        | Ergebnis      | Gegner        | Ergebnis      | Gegner        | Ergebnis      |
| ------------- | ---------- | ---------------- | -------- | -------------- | -------- | ------------- | ------------- | ------------- | ------------- | ------------- | ------------- | ------------- | ------------- | ------------- | ------------- |
| Männer        |            |                  |          |                |          |               |               |               |               |               |               |               |               |               |               |
| Matīss Burģis | Einzel     | Pierre-Luc Hinse | 4:3      | Alexei Smirnow | 0:4      | ausgeschieden | ausgeschieden | ausgeschieden | ausgeschieden | ausgeschieden | ausgeschieden | ausgeschieden | ausgeschieden | ausgeschieden | ausgeschieden |

### Turnen

#### Gerätturnen
| Athleten           | Wettbewerb       | Qualifikation | Qualifikation | Finale        | Finale        | Rang          |
| Athleten           | Wettbewerb       | Punkte        | Rang          | Punkte        | Rang          | Rang          |
| ------------------ | ---------------- | ------------- | ------------- | ------------- | ------------- | ------------- |
| Männer             |                  |               |               |               |               |               |
| Dmitrijs Trefilovs | Mehrkampf Einzel | 82,565        | 38            | ausgeschieden | ausgeschieden | ausgeschieden |
| Dmitrijs Trefilovs | Boden            | 12,900        | 68            | ausgeschieden | ausgeschieden | ausgeschieden |
| Dmitrijs Trefilovs | Pauschenpferd    | 14,233        | 24            | ausgeschieden | ausgeschieden | ausgeschieden |
| Dmitrijs Trefilovs | Ringe            | 13,133        | 67            | ausgeschieden | ausgeschieden | ausgeschieden |
| Dmitrijs Trefilovs | Sprung           | 14,733        | 63            | ausgeschieden | ausgeschieden | ausgeschieden |
| Dmitrijs Trefilovs | Barren           | 13,533        | 61            | ausgeschieden | ausgeschieden | ausgeschieden |
| Dmitrijs Trefilovs | Reck             | 14,033        | 42            | ausgeschieden | ausgeschieden | ausgeschieden |